# Chanoch Nissany
Chanoch Nissany, född 29 juli 1963 i Tel Aviv, är en israelisk-ungersk racerförare.

## Racingkarriär
Nissany började tävla som 38-åring i nationella tävlingar i Ungern, men utan några större framgångar. 
Nissany blev ändå en test- och reservförare i formel 1. Han fick tack vare en sponsor kontrakt med formel 1-stallet Minardi och var deras tredjeförare i Ungerns Grand Prix 2005. Han var dock flera sekunder långsammare än de ordinarie förarna Christijan Albers och Robert Doornbos och fick därför aldrig köra en F1-bil igen.